# Ferrari 488
Ferrari 488 GTB (Tipo F142M) — спортивный автомобиль, выпускающийся с 2015 года. Был представлен в феврале 2015 году в Маранелло, а его дебют состоялся в марте на Женевском автосалоне. Является заменой 458 Italia, но имеет ряд конструктивных особенностей, в том числе были внесены небольшие изменения в шасси (для сравнения, автомобиль имеет 80 % новых частей).
GTB — аббревиатура GranTurismo Berlinetta, а открытая версия носит приставку 488 Spider. Предположительная стоимость ожидается от ~ $280000. Спустя 4 года, в свет вышла версия Pista . Авто получил существенно доработанную аэродинамику и улучшение внутренней части . Двигатель стал выдавать 720 лошадиных сил.

## Технические характеристики
При конструировании некоторых частей использовались те же технологии, что и при создании LaFerrari. В шасси в основном использован алюминий, но в других деталях присутствует титан и углепластик. Баланс веса близок к идеалу — 41,5 % и 58,5 %.

### Двигатель
На замену старого атмосферного двигателя пришёл новый битурбированный V8 F154 CB 3.9 литров с углом наклона цилиндров 90°, мощность в 670 л.с доступна при 8000 об/мин, а крутящий момент при 3000 об/мин достигает 760 Нм.
Блок цилиндров полностью алюминиевый, применяется технология смазки с сухим картером. В отличие от аналогичного турбированного двигателя California T, объём увеличился на 47 куб. см, на двигатель устанавливаются шарикоподшипниковые турбонагнетатели из сплава титана и алюминия больше по размеру, а также 2 интеркулера. Кроме того, изменены другие агрегатные узлы.
Использование турбокомпрессоров повлияло на выбросы CO2, показатель сократился на 15 %, что составляет 260 грамм на километр. Также электроника автомобиля может заглушить двигатель при остановке, для экономии топлива. Двигатель стал самым мощным для серийных автомобилей Ferrari с соотношением 169 л.c/литр.

### Ходовая часть и трансмиссия
Автомобиль снабдили системой контроля боковых скольжений Slide Slip Control 2, электронноуправляемый дифференциал E-Diff F1-Track, трекшн-контроль «manettino» с несколькими режимами, а также систему Variable Torque Management, которая ограничивает крутящий момент на пониженных передачах. система Launch Control позволяет добиться меньшей пробуксовки при разгоне с места.
Модифицированная 7-ступенчатая коробка передач с двойным сцеплением от 458 Italia, созданная компанией Getrag, стала быстрее на 30 % при повышении и на 40 % при понижении передач.
Передняя независимая подвеска на двойных поперечных рычагах и задняя многорычажная подверглась небольшим доработкам, были установлены магнитные адаптивные амортизаторы FrS SMC-E для лучшей устойчивости на поворотах.
Карбоно-керамические тормоза Brembo (размеры 398 мм спереди и 360 мм сзади) и высокопроизводительный ABS с надстройкой Ferrari Pre-Fill сократили тормозной путь на 9 % по сравнению с предыдущей моделью. Автомобиль получил 20-дюймовые легкосплавные диски с покрышками Michelin Supersport Cup 2 245/35 мм спереди и 305/30 мм сзади.
Сухая масса автомобиля составляет 1370 кг, что на 10 кг меньше чем у предыдущей модели, а при полной массе вес составляет 1475 кг.

### Динамические показатели
|                | Berlinetta | Spider    |
| -------------- | ---------- | --------- |
| 0-100 км/ч     | 3.0 сек    | 3.0 сек   |
| 0-200 км/ч     | 8.3 сек    | 8.7 сек   |
| 400М           | 10.4 сек   | 10.55 сек |
| 1000М          | 18.7 сек   | 18.9 сек  |
| Макс. скорость | 330 км/ч   | 327 км/ч  |

На фирменном тестовом треке Fiorano машина показала время 1.23.00, это на пол секунды быстрее 458 Speciale ограниченной серии и на 2 секунды быстрее обычной версии 458 Italia.

## Внешний вид и интерьер
Во внешнем виде узнаются формы старой 458 Italia, но он имеет отличительные черты и отсылки к оригинальному 308 GTB.
Аэродинамика была улучшена за счет использования вихрегенераторов, распределяющих потоки воздуха под днищем автомобиля, новой формы переднего бампера и заднего спойлера. Задний диффузор имеет изменяемую под управлением компьютера геометрию закрылков, которые позволяют балансировать между прижимной силой и лобовым сопротивлением. Коэффициент эффективного аэродинамического действия 1,67 является рекордными показателем среди дорожных автомобилей Ferrari. Прижимная сила выше на 50 % по сравнению с 458й, при 250 км/ч воздух генерирует почти 325 кг.
Интерьер не подвергся радикальным изменениям, и, как в предыдущей модели, имеет расположенные на руле кнопки Start-stop, поворотников, стеклоочистителей, управления трекшн-контролем «manettino» и габаритных огней. Электронная начинка имеет систему запуска двигателя без ключа (Keyless Start), а также обновлённый интерфейс информационно-развлекательной системы, 12 стерео динамиков суммарной мощностью 1250 Ватт.

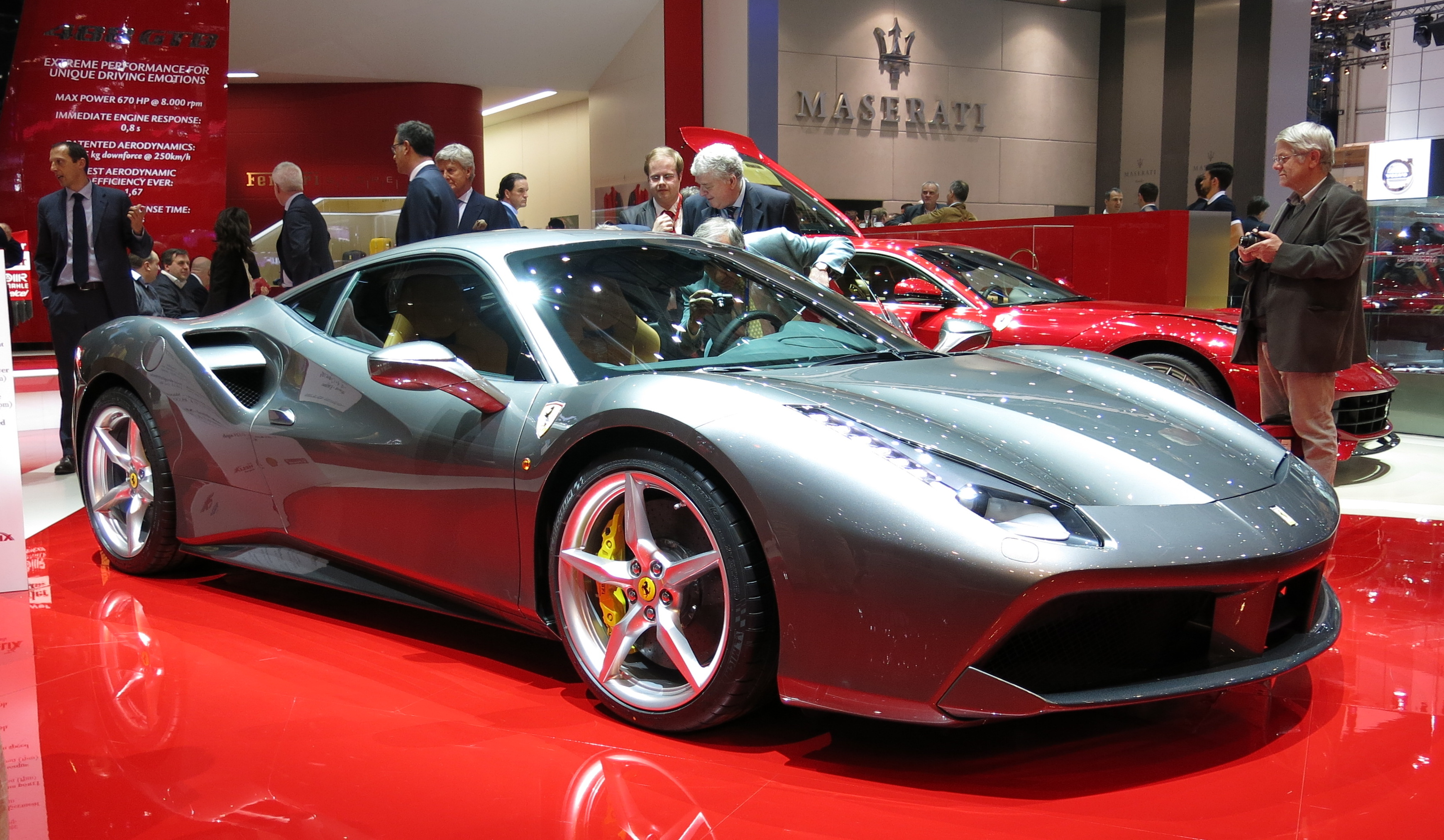
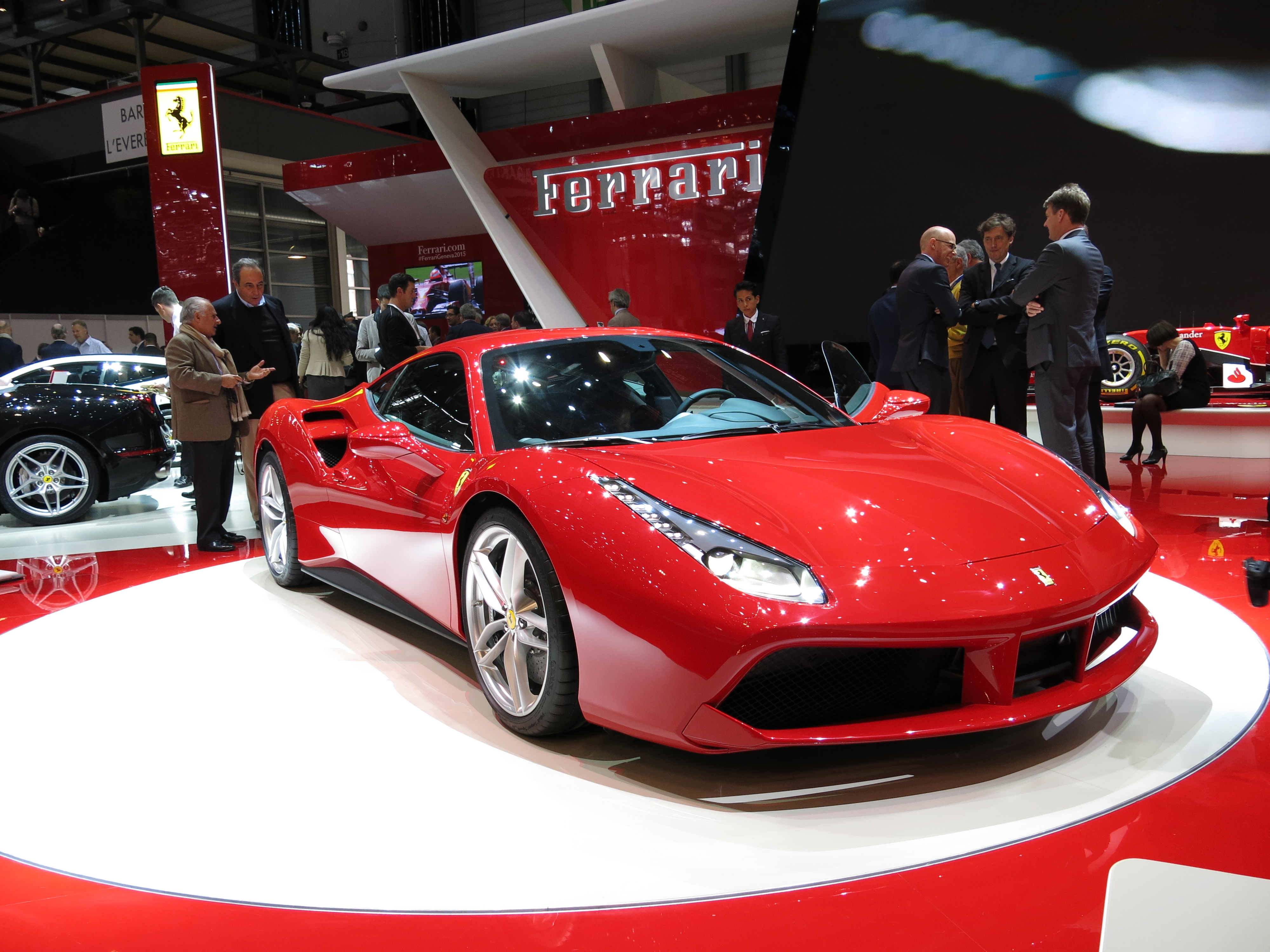
488 GTB (вид спереди)
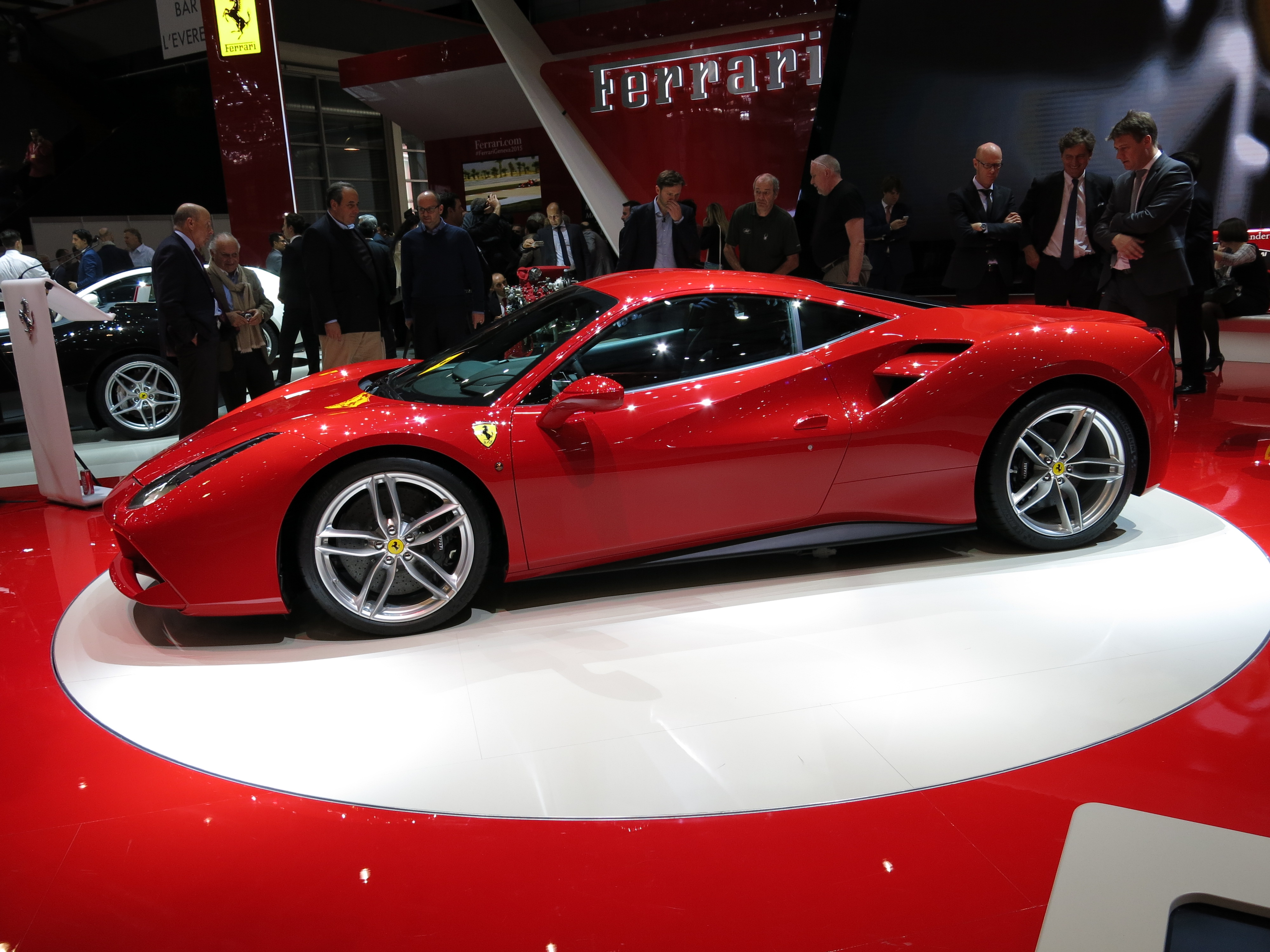
488 GTB (вид сбоку)
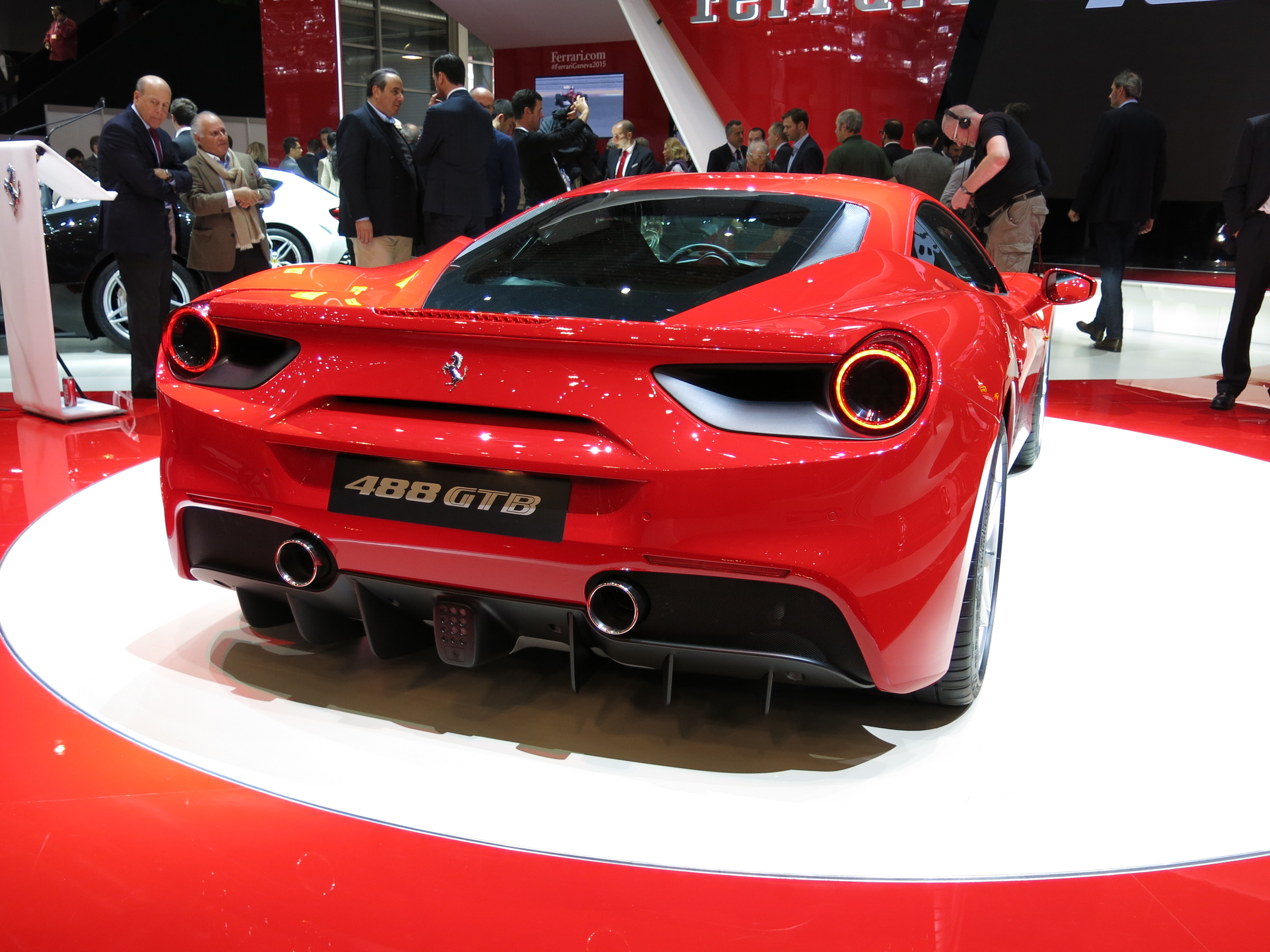
488 GTB (вид сзади)

## 488 Spider
Был представлен на Франкфуртском автосалоне в сентябре 2015 года, тогда как первые фото были официально показаны в августе того же года. Автомобиль имеет тот же силовой агрегат, трансмиссию и ходовую часть, как и у «берлинетты», твин-турбовый V8-двигатель объёмом 3.9литров и мощностью 670 л.с (@8000 об/мин) и 760 Нм (@3000 об/мин) в паре 7-ступенчатым «роботом» с двойной системой сцепления. Открытая версия весит почти на 50 кг больше купе, но на 10 кг легче предшественника, 458 Spider, вдобавок повысилась жёсткость на кручение на 23 %.
Автоматическая жесткая крыша производства Scaglietti была названа Retractable Hard Top. Такая же конструкция использовалась в 458 Spider. Она сделана из алюминия, что сказалось на весе — экономит 40 кг при использовании традиционных материалов для стандартного жесткого верха и 25 кг при постройке мягкого. Крыша складывается в специальный отсек за 14 секунд, причем присутствует возможность складывать или поднимать верх при движении автомобиля на низких скоростях, тогда как в предшественнице такая возможность отсутствовала, а также заднее стекло, которое может быть опущено независимо от того, открыт-ли верх или нет. В Ferrari говорят, что при 200 км/ч с открытым верхом, в кабине автомобиля будет комфортно разговаривать, не повышая голос.
К конкурентам можно отнести Lamborghini Huracán LP 610-4 Spyder и McLaren 650S Spider. 

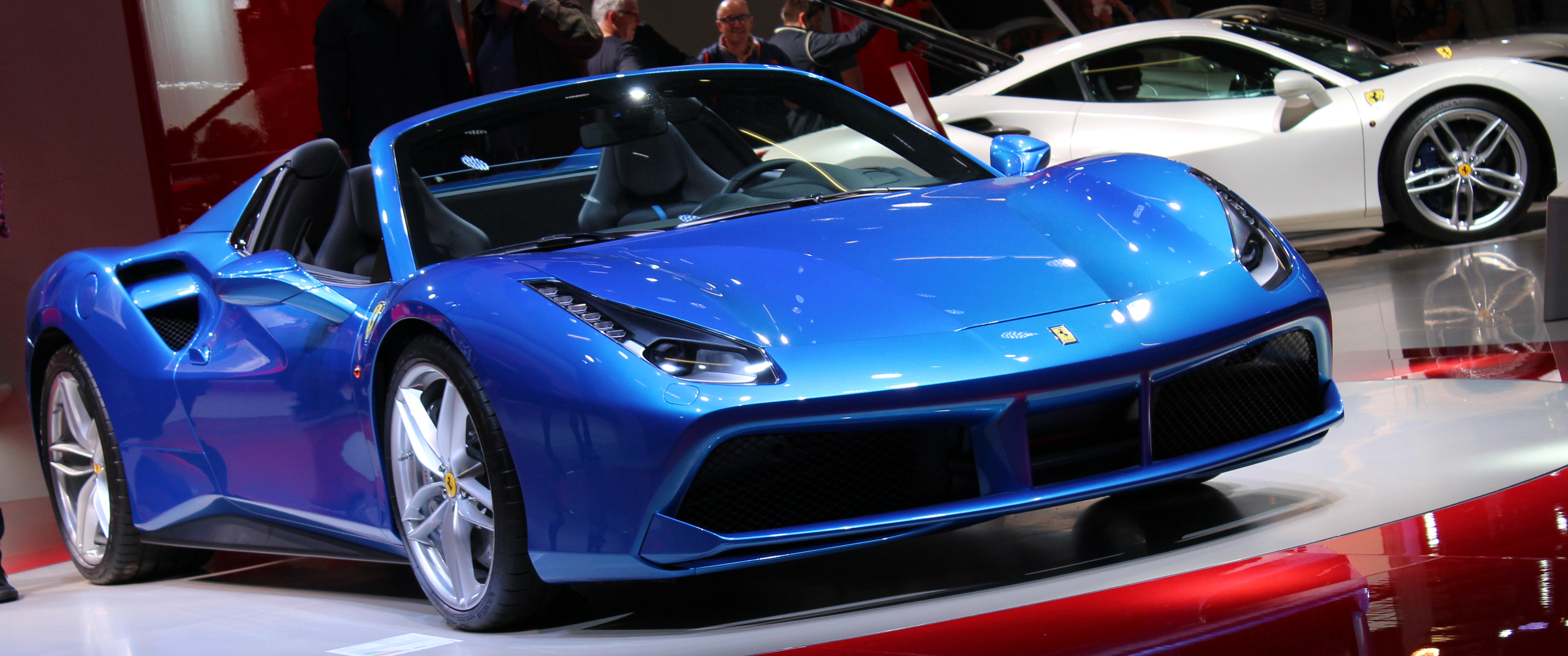
488 Spider
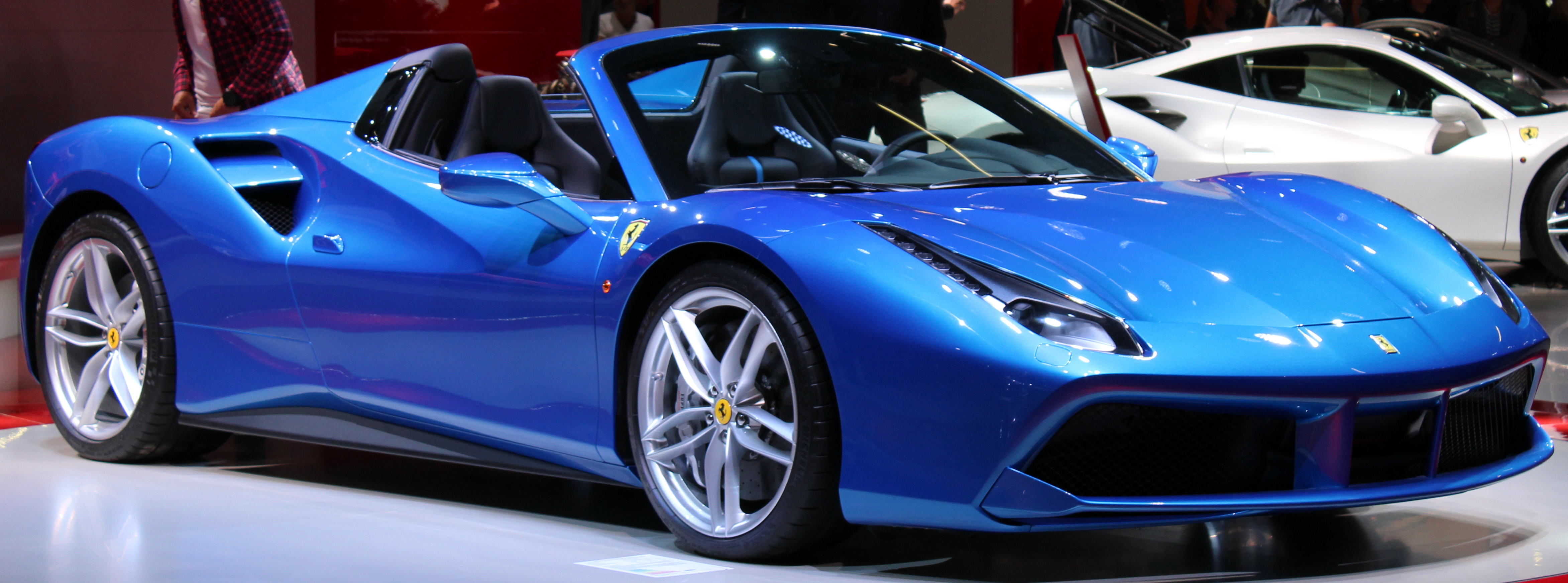
488 Spider (вид спереди)
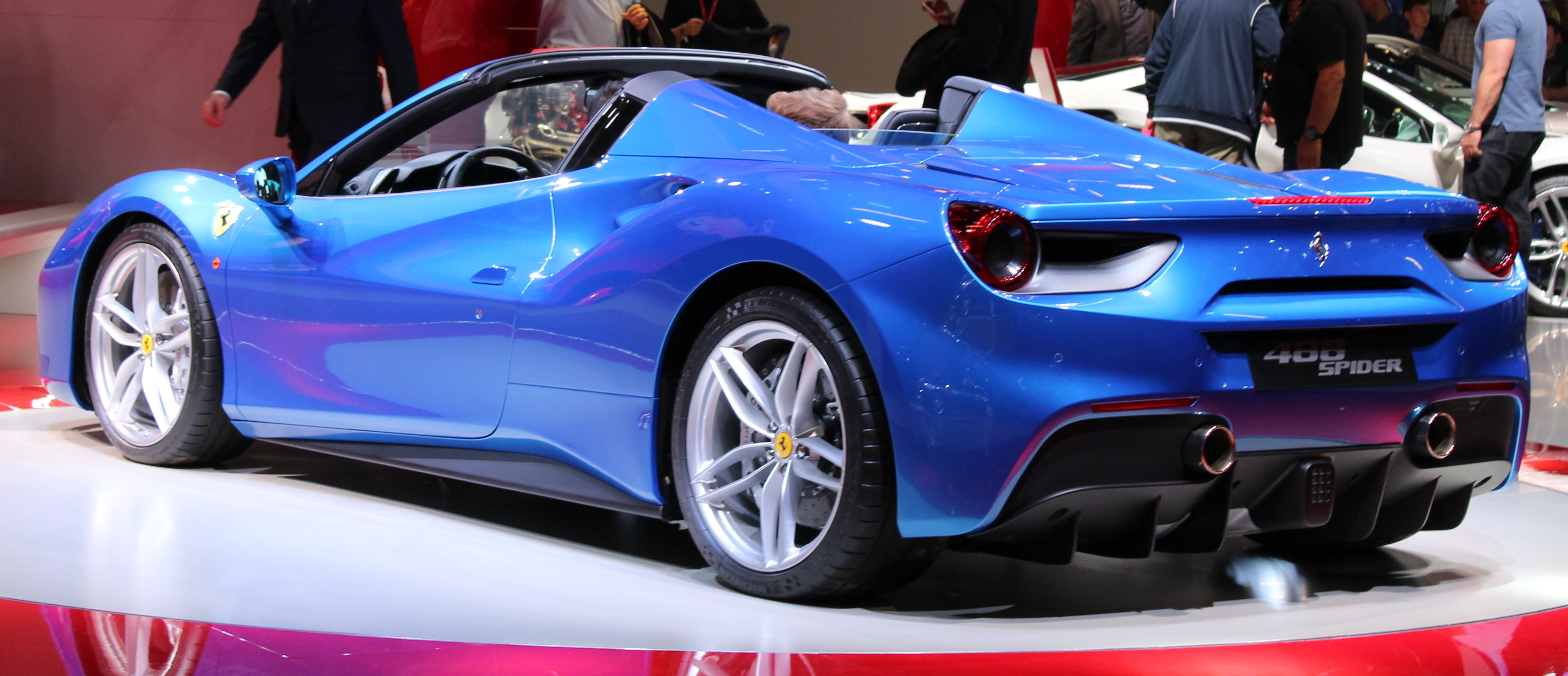
488 Spider (вид сзади)